# 안흥초등학교 흑도분교
안흥초등학교 흑도분교는 대한민국 충청남도 태안군 근흥면 가의도리 산35-2에 있었던 공립 초등학교다.

## 연혁
- 연도 미상: 안흥국민학교 흑도분교 개교
- 1979년: 안흥국민학교 흑도분교 안흥초등학교로 통폐합